# 2023 chez Disney
Cet article présente la liste des évènements de la The Walt Disney Company ayant eu lieu en 2023.

## Événements

### Avril
- 18 avril 2023, la façade en terracotta du Four Hudson Square est presque achevée et les grues de constructions ont été démontées[1].

### Août
- 8 août 2023, ESPN lance ESPN BET, un service de pari en ligne, renommage du service de PENN Entertainment[2]
- 9 août 2023, Disney revend sa participation dans DraftKings[3]

### Septembre
- septembre 2023 ouverture de l'extension DVC du Disneyland Hotel en Californie
- 1er septembre 2023, Sortie de la première édition de Disney Lorcana, un jeu de cartes à collectionner édité par Ravensburger en collaboration avec The Walt Disney Company[4]

### Novembre
- Novembre 2023, NBCUniversal exerce son droit de faire racheter par Disney sa participation de 33% dans Hulu pour 9,2 milliards d'USD[5]
- 20 novembre 2023, un nouveau land ouvre à Hong Kong Disneyland. Il s'appelle World of Frozen, est basé sur La Reine des Neiges et comporte deux attractions : Frozen Ever After et Wandering Oaken's Sliding Sleighs.